# Partido Demócrata (Perú)
El Partido Demócrata fue un partido político peruano fundado por Nicolás de Piérola Villena en 1884. Aliado con el Partido Civil, llegó al poder en 1895, llevando a la presidencia de la República a Piérola, para cumplir un periodo constitucional de cuatro años, que es considerada por diversos historiadores como uno de los mejores gobiernos de la historia del Perú. Luego, manteniendo su alianza con el civilismo, continuó en el poder de 1899 a 1903, aunque el presidente electo entonces, el ingeniero Eduardo López de Romaña, no era militante del partido, sino un allegado cercano, por ser hermano de uno de los dirigentes demócratas. Pronto, López de Romaña se sostuvo en los civilistas y los demócratas pasaron a la oposición.
Pese a contar con las simpatías de vastos sectores de la ciudadanía, el Partido Demócrata no volvió más al poder, debido en parte a las abstenciones electorales que le impuso su líder. De todos modos, tuvo una activa participación durante la llamada República Aristocrática, caracterizándose su trayectoria por su rivalidad enconada con el Partido Civil, identificado con la oligarquía. Algunos de sus militantes extremistas realizaron también rebeliones e intentos de golpe de Estado, como la sublevación del 29 de mayo de 1909, contra el primer gobierno de Augusto B. Leguía. 
Tras la muerte de Piérola en 1913, el partido dejó de tener importancia política, pese a lo cual subsistió todavía por dos décadas más, gracias a los esfuerzos de leales discípulos de Piérola. Su última participación electoral ocurrió en 1931, integrando una alianza de partidos centristas que apoyó la candidatura de José María de la Jara y Ureta, la misma que obtuvo una irrisoria votación.

## El líder y fundador

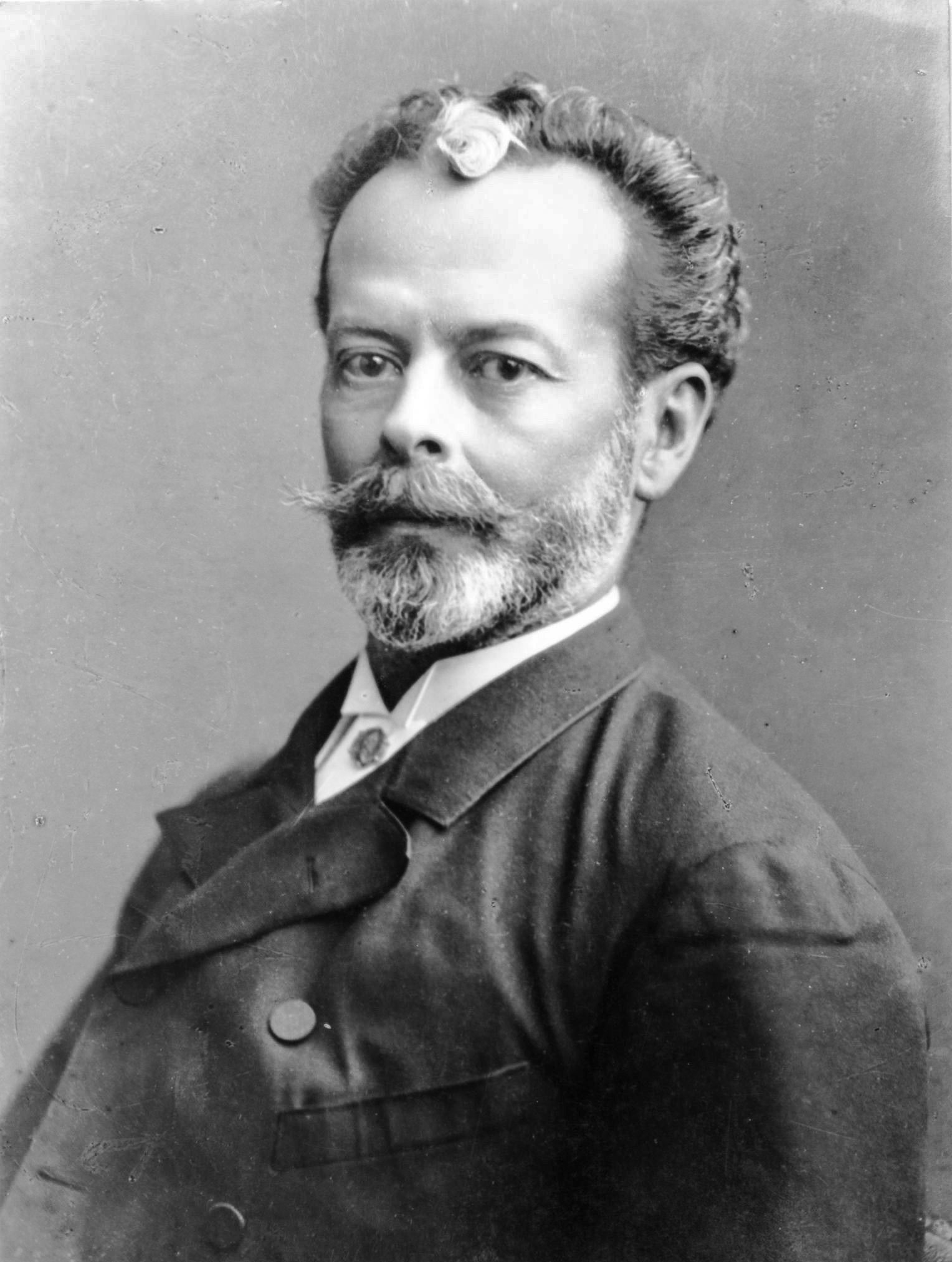
Nicolás de Piérola, fundador del Partido Demócrata.

Nicolás Fernández de Piérola y Villena (1839-1913), apodado “El Califa”, era natural de Arequipa. Estudió en el Seminario de Lima, pero abandonó los estudios para dedicarse a los negocios y al periodismo. De 1869 a 1871 fue Ministro de Hacienda del gobierno de José Balta. Bajo su gestión se firmó el denominado Contrato Dreyfus, por el cual se concedía a la empresa francesa Dreyfus de París el monopolio de exportación del guano.
Entre 1874 y 1877 intentó en varias ocasiones derrocar a los gobiernos de Manuel Pardo y de Mariano Ignacio Prado, en la última de las cuales abordó el monitor Huáscar con el que enfrentó con éxito a dos buques de la marina británica en el combate de Pacocha. Pero derrotada su intentona golpista, tuvo que exiliarse en Bolivia y Chile. En 1879, con el inicio de la Guerra del Pacífico y la ausencia del presidente Prado, dio un golpe de Estado y se alzó con el poder, en calidad de Jefe Supremo de la República. Organizó la defensa de Lima amenazada por el avance de las tropas chilenas, pero sufrió las derrotas de San Juan y Miraflores, tras lo cual los chilenos ocuparon Lima, en enero de 1881. 
Posteriormente, Piérola estableció su gobierno en la sierra peruana, pero dimitió en noviembre de dicho año. Su desempeño como dictador durante la guerra con Chile ha sido muy cuestionado, y no falta quienes le hacen responsable directo de las derrotas en la defensa de Lima.

## Fundación
Tras renunciar al gobierno en noviembre de 1881, Piérola partió hacia Europa, pero antes organizó en Lima las bases de un partido de carácter nacional, para unificar las fuerzas políticas del Perú (5 de febrero de 1882). Además del fundador, el Comité Central Directivo de este partido fue integrado por Antonio Arenas, Aurelio García y García, Rufino Torrico, José Antonio de Lavalle y Lino Alarco, y tuvo como secretarios a Manuel Pablo Olaechea, Ricardo Palma, Eduardo Villena y Arturo García. Este Partido Nacional, de efímera duración, es el inmediato antecedente del Partido Demócrata.
Tras la firma del tratado de Ancón, Piérola regresó al Perú (1884), pero no hizo oposición al gobierno del general Miguel Iglesias (1883-1885). Algunos miembros del Partido Nacional (“nacionales”) y allegados de Piérola apoyaron a Iglesias y eso motivo que muchos identificaran al pierolismo con el iglesismo, pero Piérola se apresuró en hacer la distinción. Afirmó su propósito de mantenerse neutral, aduciendo que la nación necesitaba tranquilidad y no confrontaciones políticas, a fin de favorecer su reconstrucción. Ante el desprestigio que cayeron los “nacionales”, Piérola decidió organizar otro partido.
En julio de 1884 fue fundado el Partido Demócrata, bajo el liderazgo de Piérola. Su junta directiva estaba conformada por Serapio Orbegozo, Federico Panizo, Bernardo Roca y Boloña, Antonio Bentín, Manuel Pablo Olaechea, Lorenzo Arrieta, Lino Alarco, Manuel Jesús Obín, Manuel A. Rodulfo y Carlos de Piérola. En un manifiesto dado ese mismo año, Piérola dijo lo siguiente:

El Partido Demócrata y su jefe no tienen impaciencia por llegar al poder. No lo quieren, por el contrario, sino en condiciones que les permitan realizar lo que, a su juicio, necesita el Perú.

## Trayectoria

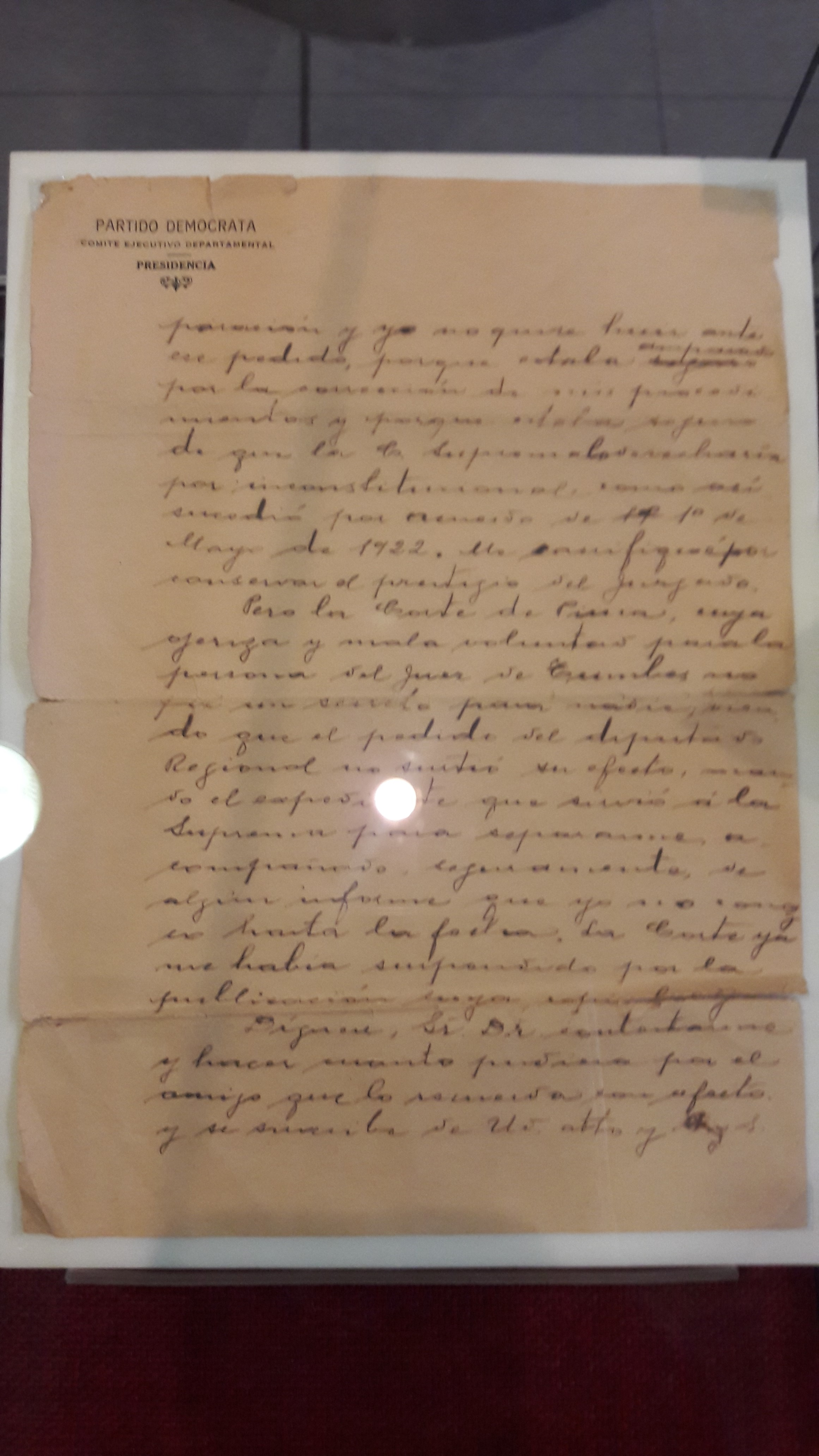
Partido Demócrata - Comité Ejecutivo Departamental Presidencial en 1886

El Partido Demócrata se abstuvo de participar en las elecciones de 1886, las mismas en las que triunfó el general Andrés A. Cáceres, líder del Partido Constitucional. 
El 1 de abril de 1889 se publicó la Declaración de Principios del Partido Demócrata, que se mantendría a lo largo de su trayectoria sin variar un ápice, convirtiéndose en el breviario de la doctrina política del pierolismo. Entre sus puntos destacamos los siguientes:
- Resalta su carácter de Demócrata, pero exige veracidad y pureza en los procesos electorales, pues de lo contrario estos se convertían en farsas.
- Considera que la “Democracia no es la igualdad” y proclama la “necesidad de una clase superior”, que no esté apoyada en privilegios de nacimiento y fortuna, sino formada “por las cualidades personales y el merecimiento personal”. En otras palabras, el gobierno de los más aptos (meritocracia) al servicio de todos. De esa manera criticaba implícitamente a la oligarquía predominante en el Partido Civil, su rival político.
- Propuso una unión federal de Perú, Bolivia y Chile.
- Anuncia la implementación de un gobierno diligente, una administración honrada, una primacía clara y definida del interés público sobre los intereses privados, una plena atmósfera de libertades públicas, el impulso de obras públicas y de mejores oportunidades de educación y de trabajo para las masas.

Finalizando el primer gobierno de Cáceres en 1890 se organizaron las elecciones presidenciales. Piérola demostró su arraigo popular en una multitudinaria manifestación realizada en la Alameda de los Descalzos en Lima, donde se distribuyeron diez mil medallas a los afiliados demócratas. Pero al comprobar que el gobierno está determinado a imponer a toda costa a su candidato Remigio Morales Bermúdez, Piérola, fiel a sus principios, prefirió abstenerse a participar en los comicios.
La abstención de Piérola no tranquilizó al gobierno. El caudillo demócrata fue apresado y sometido a juicio por su actuación durante la guerra con Chile, y aunque el proceso fue abandonado, permaneció preso por sus antecedentes levantiscos. Pero logró fugar, y luego de permanecer oculto por varios meses, se embarcó en el Callao, rumbo al extranjero (1891). 
En 1894 falleció el presidente Remigio Morales Bermúdez, debiendo reemplazarlo el primer vicepresidente Pedro Alejandrino del Solar. Pero el cacerismo intrigó para que asumiera el mando el segundo vicepresidente Justiniano Borgoño, quien convocó a elecciones en donde claramente fue favorecido el general Cáceres, quien logró así subir al poder por segunda vez. La ciudadanía reaccionó con indignación y se organizaron partidas guerrilleras contra el gobierno. El Partido Demócrata y el Partido Civil, hasta entonces rivales, se aliaron para restituir la constitucionalidad, formando la llamada Coalición Nacional. Estalló la Guerra civil peruana de 1894-1895. 

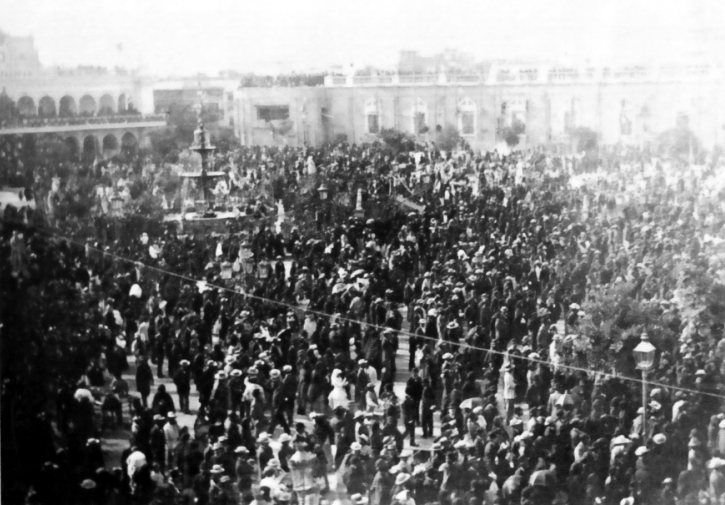
Concentración cívica en la plaza de armas de Lima, en 1895, celebrando el triunfo de la revolución de Piérola contra Cáceres.

Piérola, que se hallaba en Chile, retornó al Perú para encabezar la revolución contra el gobierno de Cáceres. Desde Chincha, lanzó un manifiesto a la Nación. Partiendo desde Pisco al frente de las fuerzas coalicionistas, avanzó hacia el norte. Ingresó a la ciudad de Lima el 17 de marzo de 1895, y tras tres días de sangrientas batallas, provocó la renuncia de Cáceres. 
Finalizada la guerra civil, se instaló una Junta de Gobierno presidida por el civilista Manuel Candamo, que convocó a elecciones, en las que triunfo Piérola.
El 8 de septiembre de 1895, Piérola se ciñó la banda de Presidente Constitucional de la República. Durante su gobierno de cuatro años, realizó importantes reformas económicas y logró una estabilidad política en el país, consolidando el sistema presidencialista. Fue el artífice de la Reconstrucción Nacional y quien inauguró la etapa llamada República Aristocrática, que se prolongaría durante las dos primeras décadas del siglo XX. 
En 1899, finalizando el gobierno de Piérola, se convocaron a elecciones. Piérola no otorgó apoyo oficial a ningún candidato. Su partido se dividió en dos bandos: uno de ellos, que mantenía la alianza con los civilistas, quiso lanzar la candidatura de Alejandro López de Romaña, importante dirigente demócrata, pero éste se abstuvo y convenció a sus correligionarios que apoyasen como candidato a su hermano, el ingeniero Eduardo López de Romaña, que si bien no era militante demócrata, había colaborado con el gobierno de Piérola, siendo su primer ministro de Fomento. El otro bando, el de los demócratas “oficiales”, designó a como candidato a Guillermo Billinghurst. En las elecciones se aplicó por primera vez en la historia peruana el voto directo, saliendo triunfador Eduardo López de Romaña.

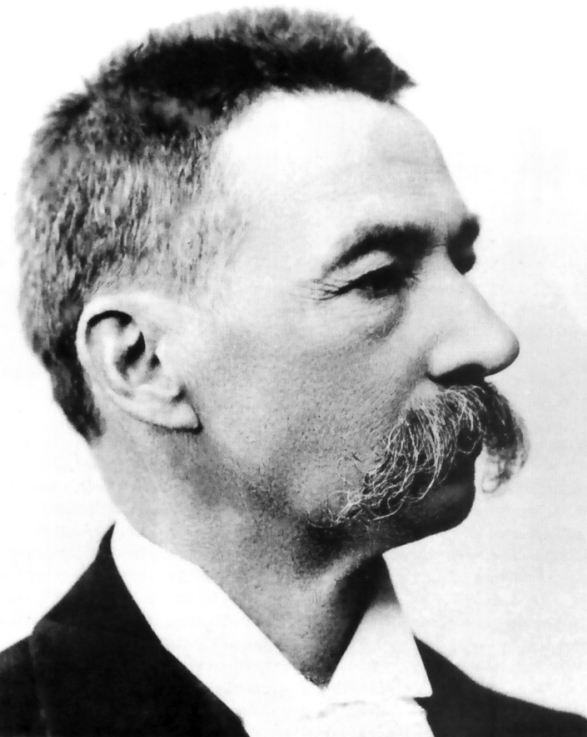
Fotografía del ingeniero Eduardo López de Romaña. Aunque no era militante del Partido Demócrata, una facción de este lo designó como su candidato presidencial en las elecciones de 1899, en las que iba en alianza con el Partido Civil.

Eduardo López de Romaña tomó el mando de la República el 8 de septiembre de 1899. Carlos de Piérola, hermano del caudillo demócrata, fue presidente de la Cámara de Diputados, mientras que Manuel Candamo, líder civilista, presidió el Senado. Esta división respondía al predominio de los demócratas en la cámara de Diputados, y de los civilistas en la de Senadores; sin embargo, las diferencias se tradujeron rápidamente en el pase de los demócratas a la oposición. López de Romaña constituyó su gabinete casi exclusivamente con civilistas, a lo que la mayoría demócrata de la cámara de Diputados contestó censurándolos. Se produjeron encendidas polémicas parlamentarias acerca de la obligación de dimitir o no de parte de los ministros censurados.
En 1900 Piérola encabezó una lista que postuló a la Alcaldía de Lima, pero inesperadamente fue derrotado por una lista independiente, liderada por Federico Elguera.
En las elecciones de 1903, Manuel Candamo se presentó como candidato presidencial, representando a la alianza entre el Partido Civil (del que era líder) y el Partido Constitucional (o cacerista). El Partido Demócrata de Piérola se abstuvo de participar pues consideró que las elecciones se desarrollaban sin garantías. Piérola aplicó entonces su política de «abstenerse es obrar» al considerar que desde la oposición su partido podía hacer tanta obra como desde el poder. Realizadas las elecciones, Candamo obtuvo el 99% de los votos válidamente emitidos, pues no contaba con opositores. Inició entonces su mandato, el 8 de septiembre de 1903, que debía durar hasta 1907, lo que no ocurrió, pues falleció a consecuencia de una súbita enfermedad, el 7 de mayo de 1904. 
De esta época cabe resaltar la fundación del diario La Prensa de Lima, el 23 de septiembre de 1903, que se convirtió en uno de los más importantes diarios del Perú, constituyéndose inicialmente en vocero del Partido Demócrata. Desde 1905 fue dirigido por Alberto Ulloa Cisneros, fogoso y combativo periodista, partidario de Piérola.
Después de la muerte de Candamo, el segundo vicepresidente Serapio Calderón asumió la presidencia, pues el primer vicepresidente, Lino Alarco, también había fallecido. A Serapio le correspondía convocar a nuevas elecciones presidenciales en 1904, y en ellas se presentó el Partido Demócrata, en alianza con el Partido Liberal, lanzando la candidatura de Piérola. Por su parte, el gobiernista Partido Civil, aliado con el Partido Constitucional, presentó como candidato a José Pardo y Barreda, perteneciente al sector juvenil y reformista del civilismo. Piérola, luego de dar una serie de vibrantes discursos, se retiró poco antes de producirse las elecciones aduciendo falta de garantías, lo que originó que José Pardo saliera elegido presidente.
En las elecciones de 1908, mientras que el gobierno civilista de Pardo auspiciaba la candidatura oficial de Augusto B. Leguía, el Partido Demócrata, a instancias de su líder, se abstuvo una vez más de participar. Augusto Durand, jefe del Partido Liberal –una especie de ala izquierda del Partido Demócrata–, trató de impedir los comicios con una revolución al viejo estilo de las montoneras, pero fracasó. Leguía fue así elegido para ejercer el período presidencial de 1908 a 1912.

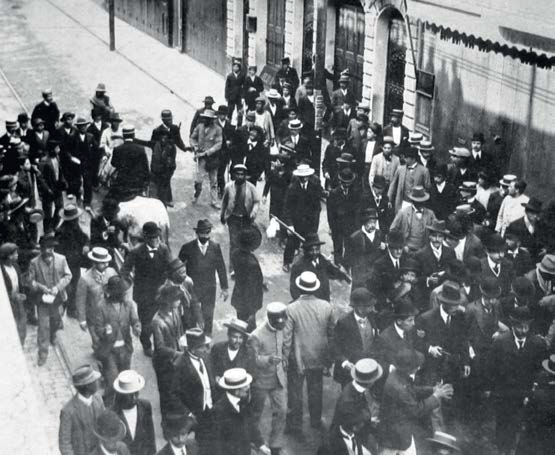
Escena de la intentona golpista de los Piérola contra el presidente Leguía, el 29 de mayo de 1909. Se ve a Leguía conducido en la vía pública por un grupo de exaltados demócratas.

Durante este primer gobierno de Leguía se produjo una intentona golpista que protagonizaron un grupo de exaltados demócratas, encabezados por Carlos de Piérola, hermano del “Califa”, y los hijos de este caudillo: Isaías de Piérola y Amadeo de Piérola. Estos penetraron sorpresivamente en el Palacio de Gobierno, encontrando a Leguía en su despacho. Los revoltosos le pidieron que firmara su renuncia. Leguía se negó. Entonces, los amotinados lo secuestraron y lo llevaron hasta la Plaza de la Inquisición, donde, al pie del monumento a Bolívar, lo conminaron a renunciar por segunda vez. Leguía volvió a negar su renuncia, diciendo firmemente: «No firmo». Intervino la fuerza pública, que logró rescatar al presidente luego de un tiroteo que mató a más de cien manifestantes (29 de mayo de 1909). A pesar de no haber tenido participación en esta revuelta, Nicolás de Piérola tuvo que esconderse ante la persecución desatada por el gobierno. El diario opositor La Prensa fue asaltado por turbas gobiernistas y su director, Alberto Ulloa Cisneros, fue apresado. Muchos militantes demócratas fueron apresados y enjuiciados, pero el gobierno, presionado por la ciudadanía, otorgó finalmente una amnistía.
Leguía, de carácter personalista y autoritario, se alejó de su partido, el Civil, y conformó su propio grupo de partidarios, llamados civilistas gubernamentales, que eran dueños de la mayoría en las dos cámaras del Congreso y de los órganos electorales. En 1912, finalizando su período presidencial, auspició la candidatura oficial de Antero Aspíllaga Barrera. La oposición, conformada por el Partido Demócrata, el Partido Liberal, los civilistas independientes y el Partido Constitucional, trató de lanzar una candidatura común, pero no lograron ponerse de acuerdo. Piérola, como delegado de su partido, orientó nuevamente a sus partidarios a que se abstuvieran de participar en las elecciones. Todo indicaba que el triunfador sería el gobiernista Aspíllaga, cuando surgió entonces la candidatura de último momento de Guillermo Billinghurst, exalcalde de Lima y presidente del Partido Demócrata, hacia pocos años atrás. Este personaje se vio apoyado por un movimiento popular surgido espontáneamente en el país. Pese a ser su amigo y viejo correligionario, Piérola se abstuvo de darle su apoyo.

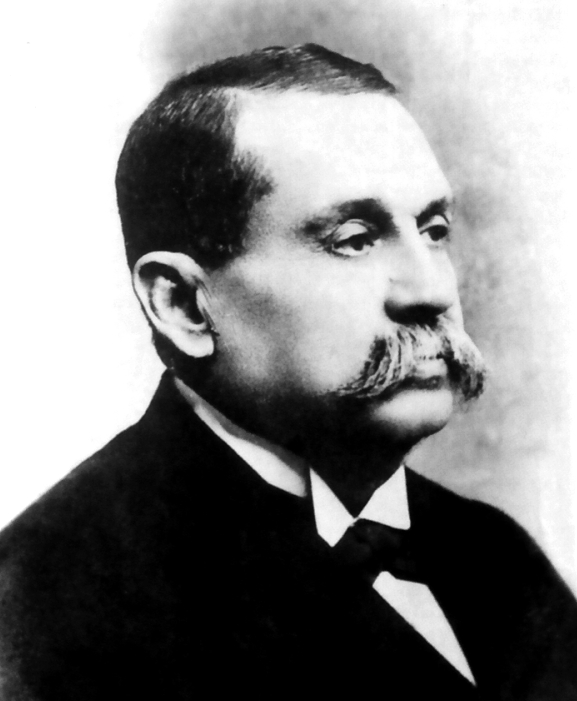
Fotografía de Guillermo Billinghurst. Dirigente Demócrata y amigo de Piérola, se hallaba ya desligado de su partido, cuando en 1912 ganó las elecciones, encabezando un movimiento independiente arrollador.

Amparado por su arrolladora popularidad, Billinghurst solicitó la nulidad del proceso eleccionario, arguyendo entre otras razones que no se habían inscrito en el registro muchos ciudadanos. El 25 de mayo, día inicial de las elecciones, los partidarios de Billinghurst organizaron un paro general en Lima y recorrieron las calles para romper las mesas electorales y poner en fuga a su personal. Ante esta marejada, los civilistas acordaron complacer el pedido popular. El Congreso anuló las elecciones y eligió Presidente de la República a Guillermo Billinghurst para el período 1912-1916 (12 de agosto de 1912). Como en esa época no se elegía simultáneamente a los parlamentarios con el presidente, Billinghurst se encontró con un Congreso con mayoría opositora, lo que derivó fuertes choques entre ambos poderes. Billinghurst planeó disolver el Congreso y convocar nuevas elecciones parlamentarias, pero acabó siendo derrocado en 1914.
El 23 de junio de 1913, falleció Nicolás de Piérola en su casa de la calle del Milagro en Lima. Sus funerales constituyeron todo un acontecimiento que convocó a una multitud de personas. El mismo presidente Billinghurst se hizo presente, e incluso el expresidente Leguía, pese a ser adversario político de los demócratas o pierolistas. En las paredes de las calles partidarios enfervorizados del viejo caudillo escribieron: «Piérola ha muerto. ¡Viva Piérola!».
Tras la muerte de su caudillo, el Partido Demócrata dejó de tener arrastre popular, lo que se reflejó en los resultados electorales. En las elecciones de 1915, su candidato a la presidencia, Carlos de Piérola, solo obtuvo 13.151 votos, mientras que su rival José Pardo y Barreda, del Partido Civil, ganó abrumadoramente con 131.289 votos. En las elecciones de 1919, el candidato Isaías de Piérola (hijo del “Califa”) obtuvo apenas 3.167 votos. 
No obstante, el Partido Demócrata todavía subsistió por unas décadas más, gracias a los esfuerzos de leales discípulos de Piérola, aunque sin tener ya relevancia política. Su última participación electoral ocurrió en 1931, integrando una alianza de partidos centristas que apoyó la candidatura de José María de la Jara y Ureta, la misma que obtuvo una irrisoria votación. Su disolución se dio aproximadamente durante la década de 1950.